# Vicenç Piera

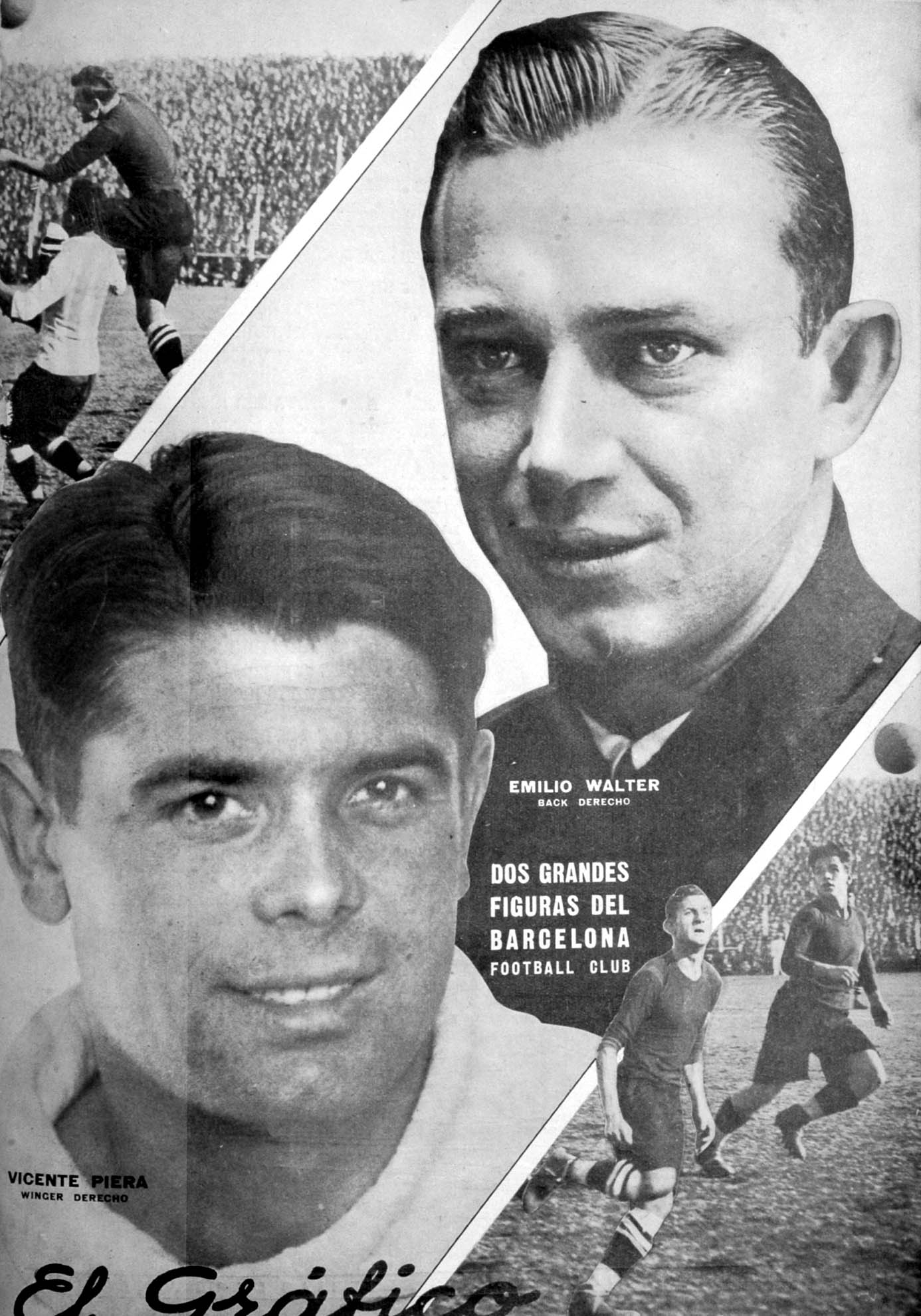
Vicenç Piera (links) en Emil Walter

Vicenç Piera Pañella (Barcelona, 11 juni 1903 - 13 juni 1960) was een Spaans voetballer. Hij speelde als rechtervleugelaanvaller bij FC Barcelona en Piera had als bijnaam La Bruja (De Heks).

## Clubvoetbal
Piera debuteerde in januari 1921 in het eerste elftal van FC Barcelona als vervanger van Paulino Alcántara tegen Arenas Club de Getxo. Hij had met twee doelpunten een belangrijk aandeel in de uiteindelijk 3-1-overwinning. Piera speelde uiteindelijk 395 wedstrijden voor Barça, waarin hij 123 doelpunten maakte. In het seizoen 1928/1929 won Piera met FC Barcelona de eerste editie van de Primera División, na eerder al vier Spaanse bekers (1922, 1925, 1927, 1928) en tien Catalaanse kampioenschappen te hebben gewonnen. In 1933 sloot Piera zijn loopbaan als voetballer af.

## Nationaal elftal
Piera speelde vijftien wedstrijden in het Spaans nationaal elftal. Zijn debuut was op 17 december 1922 tegen Portugal. Op 26 april 1931 speelde de aanvaller tegen Ierland zijn laatste interland. Piera maakte twee doelpunten voor Spanje, beide in een uitwedstrijd tegen Portugal op respectievelijk 17 december 1922 (zijn debuut) en 17 mei 1925.